# Giswil
Giswil és un municipi del cantó d'Obwalden (Suïssa).